# Ted Watts
Ted W. Watts (Tarpon Springs, 29 maggio 1958) è un ex giocatore di football americano statunitense che ha militato nel ruolo di cornerback nella National Football League (NFL).

## Carriera
Al college Watts giocò a football a Texas Tech. Fu scelto nel corso del primo giro (21º assoluto) del Draft NFL 1981 dagli Oakland Raiders. Vi giocò fino al 1984, con la squadra nel frattempo trasferita a Los Angeles, vincendo il Super Bowl XVIII nella stagione 1983. Nel 1985 militò nei New York Giants e, dopo essere rimasto per un anno fuori dai campi di gioco, chiuse la carriera con i San Diego Chargers nel 1987.

## Palmarès
- Super Bowl : 1

Los Angeles Raiders: XVIII
- American Football Conference Championship: 1

Los Angeles Raiders: 1983